# Сербія та Чорногорія на Дитячому пісенному конкурсі Євробачення

Сербія та Чорногорія на Дитячому пісенному конкурсі Євробачення брали участь у змаганнях у 2005 році, перш ніж стати окремими державами. Представником країни на Дитячому Євробаченні став Філіп Вучич, що  виконав пісню «Ljubav Pa Fudbal» (Любіть футбол) та посів 13 місце.

## Учасники
Умовні позначення
     Переможець
     Друге місце
     Третє місце
     Четверте місце
     П'яте місце
     Останнє місце
| Рік  | Місце проведення | Учасник     | Пісня                              | Місце | Бали |
| ---- | ---------------- | ----------- | ---------------------------------- | ----- | ---- |
| 2005 | Гасселт          | Філіп Вучич | «Ljubav Pa Fudbal» (Любіть футбол) | 13    | 29   |

## Історія голосування (2005)
| Отримано           | Бали     | Дано               |
| ------------------ | -------- | ------------------ |
|                    | 12       | Іспанія            |
| Північна Македонія | 10       | Північна Македонія |
|                    | 8        | Білорусь           |
| 7                  | Румунія  |                    |
| Хорватія           | 6        | Хорватія           |
|                    | 5        | Данія              |
| 4                  | Греція   |                    |
| 3                  | Норвегія |                    |
| 2                  | Латвія   |                    |
| Кіпр               | 1        | Росія              |

## Відбір Junior Beovizija 2005
Для визначення учасника від Сербії та Чорногорії на Дитячому Євробаченні у 2005 році був використаний національний відбір Junior Beovizija, що пройшов 29 вересня 2005 року.
| №  | Учасник                        | Пісня                                         | Місце | Бали |
| -- | ------------------------------ | --------------------------------------------- | ----- | ---- |
| 1  | Катаріна Остоїч                | «Košava» (Косава)                             | 18    | 1    |
| 2  | Теа Костіч Янковіч             | «U snežnoj noći» (У сніжну ніч)               | 10    | 17   |
| 3  | Невена Майдевац                | «Da sam dobra vila» (Я добра фея)             | 10    | 17   |
| 4  | Філіп Вучич                    | «Ljubav Pa Fudbal» (Любіть футбол)            | 1     | 58   |
| 5  | Дар’я Срецковиц                | «Sećanja» (Спогади)                           | 15    | 6    |
| 6  | Александра Мітровіч            | «Slanik i salveta» (Сіль і серветка)          | 10    | 17   |
| 7  | Яна Шкобіч та Андреа Остербенк | «Sta je sreća» (Що таке щастя)                | 16    | 3    |
| 8  | Філіп та Владімір Чабак        | «Neznalica» (Невіглас)                        | 9     | 19   |
| 9  | Саня Йованович                 | «Zvezdin Sjaj» (Сяйво зірок)                  | 3     | 40   |
| 10 | Марія Угріца                   | «Geografija» (Географія)                      | 13    | 10   |
| 11 | Стефан Джокович                | «Pesma otvara vrata» (Пісня відкриває двері)  | 8     | 23   |
| 12 | Крістіна Міхайловскі           | «Tragom zvezda snenih» (У світлі зірок мрії)  | 2     | 54   |
| 13 | Йован Йовович                  | «Grade moj» (Місто моє)                       | 6     | 33   |
| 14 | Філіп Траяновскі               | «Ti uvek bićeš moja» (Ти завжди будеш моєю)   | 5     | 34   |
| 15 | Даніка Зечевич                 | «Uzalud su snovi» (Мрії марні)                | 14    | 8    |
| 16 | Олівера Віторович              | «Pčelica i med» (Бджола і мед)                | 7     | 28   |
| 17 | Анжела Джуровіч                | «Noc puna želja» (Ніч, повна бажання)         | 4     | 35   |
| 18 | Фірука Ціна                    | «Šta sanjaju dečaci» (Про що мріють хлопчики) | 16    | 3    |